# Alex and Martin
Alex and Martin är en duo som regisserar musikvideor. De två medlemmarna heter Alex Courtes och Martin Fougerol. De har regisserat flera kända musikvideor med välkända artister och band som Hilary Duff och U2.

## Musikvideo filmografi
| År   | Artist / Band / Grupp     | Musikvideo                   |
| ---- | ------------------------- | ---------------------------- |
| 1999 | Cassius                   | "99"                         |
| 1999 | Morgan                    | "Miss Parker"                |
| 2001 | Phoenix                   | "If I Ever Feel Better"      |
| 2001 | Air                       | "Radio Number 1"             |
| 2001 | Noir Désir                | "Le Vent Nous Portera"       |
| 2001 | Bran Van 3000             | "Love Cliché"                |
| 2002 | Cassius med Jocelyn Brown | "I Am a Woman"               |
| 2002 | Cassius med Steve Edwards | "Sound of Violence"          |
| 2003 | Jane's Addiction          | "Just Because"               |
| 2003 | The White Stripes         | "Seven Nation Army"          |
| 2004 | U2                        | "Vertigo"                    |
| 2005 | U2                        | "City of Blinding Lights"    |
| 2005 | Kylie Minogue             | "Giving You Up"              |
| 2005 | Jamiroquai                | "(Don't) Give Hate a Chance" |
| 2006 | Franz Ferdinand           | "The Fallen"                 |
| 2006 | Wolfmother                | "Woman"                      |
| 2006 | Hilary Duff               | "Play with Fire"             |
| 2006 | Kasabian                  | "Shoot the Runner"           |
| 2007 | Calogero                  | "Le saut de l'ange"          |